# 영광읍 (함경남도)
영광읍(霊胱邑)은 조선민주주의인민공화국 함경남도 영광군의 군청소재지이자 교통의 중심지이다.